# Anton von Schmerling

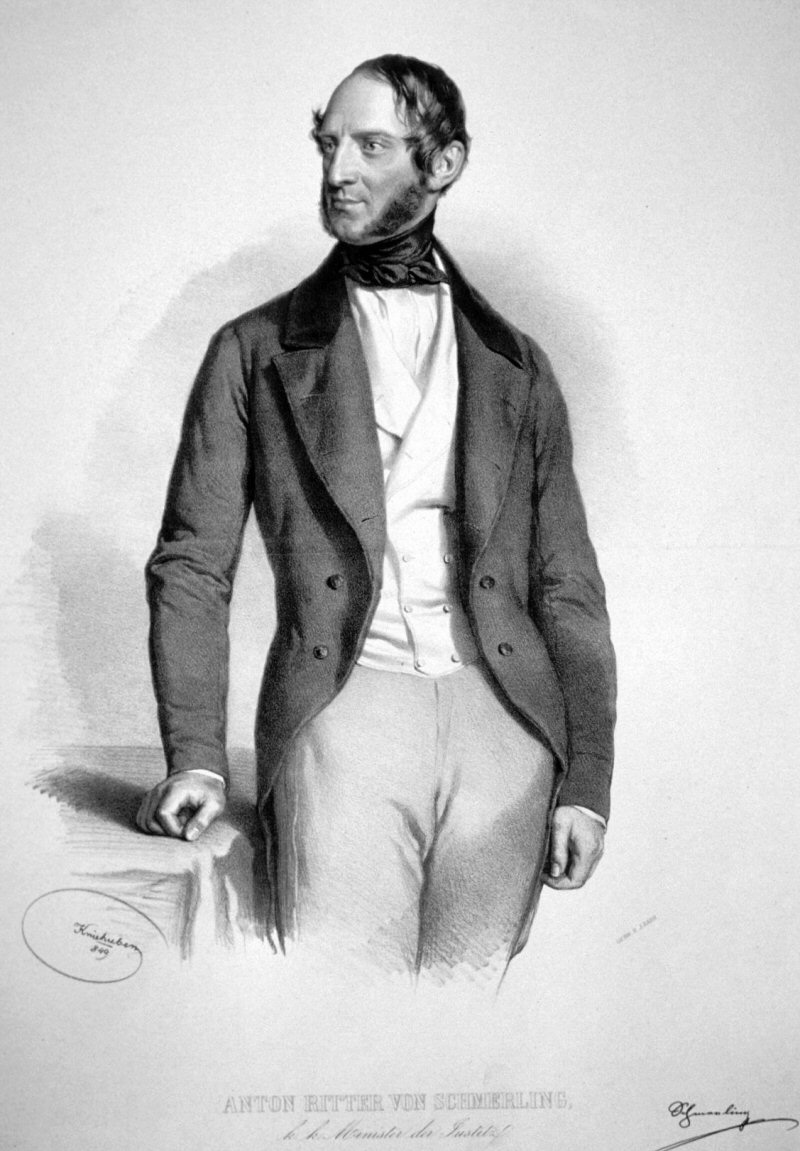
Anton von Schmerling in 1849

Anton Ritter von Schmerling (Wenen, 23 augustus 1805 - aldaar, 23 mei 1893) was een Oostenrijks staatsman.

## Frankfurter Parlement
Schmerling, telg uit een Neder-Oostenrijks adellijk geslacht, studeerde in zijn geboorteplaats Wenen rechten en was sinds 1829 werkzaam bij de Oostenrijkse justitie. Als lid van de Neder-Oostenrijkse stenden, waartoe hij als edelman behoorde, toonde hij zich liberaal gezind en een tegenstander van het systeem-Metternich. Bij het uitbreken van de Maartrevolutie (1848) behoorde hij tot de revolutionairen die de Nationale Garde opzetten. Vanwege zijn grote populariteit als liberaal zond het nieuwe ministerie hem kort daarop als afgevaardigde naar Frankfurt am Main. Hij werd op 19 mei 1848 president van de Bondsdag en droeg als zodanig de macht over aan aartshertog Johan, die tot regent van de provisorische Rijksregering was gekozen.
In deze regering van het Frankfurter Parlement werd hij in juli rijksminister van Binnenlandse Zaken en korte tijd later ook Rijksminister-president en rijksminister van Buitenlandse Zaken. Als pro-Oostenrijks leider van de groot-Duitse partij en tegenstander van een Duits erfkeizerschap onder de koning van Pruisen legde hij, toen de pro-Pruisische krachten in het parlement de overhand begonnen te krijgen, op 15 december 1848 al zijn ambten neer. Hij bleef echter afgevaardigde in Frankfurt en werkte in deze hoedanigheid het erfkeizerschap ijverig tegen, tot hij in april 1849 tot Oostenrijks minister van Justitie werd benoemd.

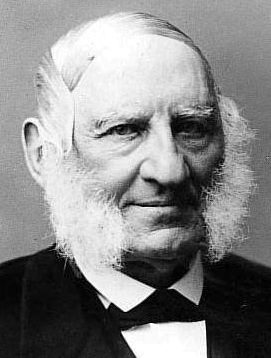
Anton von Schmerling

## Oostenrijk
Als minister van Justitie in het kabinet-Schwarzenberg (1848-1852) was Schmerling verantwoordelijk voor het invoeren van de juryrechtbanken. In 1851 trad hij af, omdat hij het niet eens was met het neo-absolutistische systeem van Alexander von Bach. Hij werd kort daarop senaatspresident van het hoogste gerechtshof en in 1858 president van het gerechtshof te Wenen.
Onder de nieuwe constitutionele grondwet van 1860 (Oktoberdiplom) benoemde keizer Frans Jozef I hem in december van dat jaar tot staatsminister. In het kabinet van aartshertog Reinier (1861-1865) had Schmerling, slechts met steun van de Duits-liberalen, in feite de touwtjes in handen. Hij had in deze hoedanigheid een beslissende inbreng bij het tot stand komen van het Februaripatent, de centralistische grondwet van 1861. Zijn regering bracht Oostenrijk onder meer de protestantenwet (1861) en de bescherming van enige grondrechten (1862). Tegen de groeiende oppositie van federalistische Hongaren en Slaven niet opgewassen, trad hij in juli 1865 af.
Hij werd daarna president van het hoogste gerechtshof en was sinds 1867 voor het leven lid van het Herrenhaus, waarvan hij vicepresident werd. In het Herrenhaus leidde hij sinds 1879 de oppositie tegen het systeem van premier Eduard von Taaffe. Hij trok zich in 1891 terug uit de openbaarheid en stierf in 1893.
- Gemeinsame Normdatei: 119233460
- International Standard Name Identifier: 0000 0000 8204 1068
- Library of Congress Control Number: nr96022438
- Nationale Bibliotheek van Tsjechië: mzk2006337292
- Virtual International Authority File: 18027034
- WorldCat: E39PBJr3qCJwqmyvGX4d3thT73